# Leptocometes
Leptocometes (лат.) — род усачей трибы Acanthocinini из подсемейства ламиин.

## Описание
Коренастые жуки с булавовидными бёдрам. От близких групп отличается следующими признаками: переднегрудь с выступающим боковым бугорком, расположенным по центру или немного позади; переднеспинка с бугорками; ширина мезовентрального отростка не превышает половины ширины мезококсы; надкрылья без центробазального гребня или бокового валика.

## Классификация и распространение
В составе рода около 15 видов. Встречаются, в том числе, в Северной и Южной Америке
- Leptocometes acutispinis (Bates, 1863) (Lophopoeum)
- Leptocometes antonkozlovi  Monné & Nascimento & Monné & Santos-Silva, 2019[8]
- Leptocometes barbiscapus (Bates, 1872) (Lophopoeum)
- Leptocometes hispidus Bates, 1881[9]
- Leptocometes luneli (Chalumeau & Touroult, 2005)[10] (Tithonus)
- Leptocometes longilineatus Nascimento & McClarin, 2018
- Leptocometes nubilus (Melzer, 1934) (Lophopoeum)
- Leptocometes obscurus (Monné, 1990) (Tithonus)
- Leptocometes pallidus (Melzer, 1934) (Lophopoeum)
- Leptocometes penicillatus (Monné, 1990)
- Leptocometes spinipennis (Bates, 1885) (Lophopoeum)
- Leptocometes spitzi (Melzer, 1934) (Lophopoeum)
- Leptocometes umbrosus (Thomson, 1864) (Tithonus)
- Leptocometes virescens (Melzer, 1931) (Lophopoeum)
- Leptocometes volxemi (Lameere, 1884) (Lophopoeum)
- Leptocometes zikani (Martins & Monné, 1974) (Lophopoedes)